# Museo de Cannabis de Whakamana
Whakamana Cannabis Museum of Aotearoa es el primer museo en Nueva Zelanda dedicado a la historia, uso, y cultura de cannabis. Se abrió en octubre de 2013.